# الحمراء (تطوان)
الحمراء هي قرية مغربية شمال المملكة. تنتمي الحمراء لعمالة تطوان الساحلي. تضم هذه القرية 10.156 نسمة (إحصاء 2004).